# أم جورج (فلم)
أم جورج (بالإنجليزية: Mother of George)، هُو فيلم دراما نيجيري صدر سنة 2013 وأخرجه أندرو دوسونمو.

## وصلات خارجية
- مقالات تستعمل روابط فنية بلا صلة مع ويكي بيانات